# 1765
1765 (MDCCLXV) a fost un an obișnuit al calendarului gregorian, care a început într-o zi de luni.

## Nașteri
- 7 martie: Joseph-Nicephore Niepce, inventator francez (d. 1833)
- 6 aprilie: Carol Felix, rege al Sardiniei (d. 1831)
- 21 august: Regele William al IV-lea al Angliei (d. 1837)

## Decese
- 9 aprilie: Marie Louise de Hesse-Kassel, 77 ani, Prințesă consort de Orania (n. 1688)
- 15 aprilie: Mihail Lomonosov, 53 ani, savant, poet și filolog rus (n. 1711)
- 13 noiembrie: Sophia Dorothea a Prusiei (n. Sophia Dorothea Marie), 46 ani, soția margrafului Frederic Wilhelm de Brandenburg-Schwedt (n. 1719)